# Voice of Chunk
Voice of Chunk je třetí studiové album americké jazzové skupiny The Lounge Lizards, vydané v roce 1989. Produkoval jej lídr kapely John Lurie, který je rovněž autorem většiny skladeb.
Vydání provázely problémy. V Evropě dokázal Lurie sehnat vydavatele snadno, neboť zde skupina měla mnohem větší fanouškovskou základnu než doma v USA. V USA si Lurie najal právníka, který měl za úkol rozeslat kopie alba různým vydavatelstvím, žádné z nich však neprojevilo o hotové album zájem. Nakonec se jej Lurie rozhodl distribuovat na vlastní pěst a propagovat jej prostřednictvím televizních reklam; tímto způsobem se podařilo prodat na 30 tisíc nosičů, což bylo v dané době na jazzové album a způsob prodeje velmi dobré.
Většina alba byla nahrána v New Yorku, s výjimkou písně „Uncle Jerry“, kterou kapela nahrála ve dnech volna mezi koncerty v Brazílii (nahráli zde také píseň „Voice of Chunk“, verze vydaná na albu byla však nahrána až později v New Yorku). Album bylo nahráno ve stejné sestavě jako předchozí deska No Pain for Cakes (1987), brzy po nahrání však ze skupiny odešli tři členové. Marc Ribot byl vyhozen, mj. proto, že při každém koncertu příliš improvizoval a ostatní se mu museli přizpůsobovat. Erik Sanko odešel kvůli sporům o uvedení autorství několika skladeb a Dougie Bowne chtěl hrát se svou rockovou kapelou.
Píseň „Voice of Chunk“ John Lurie složil v kostele z 15. století na Sicílii, Erik Sanko – uvedený jako spoluautor – do ní později v New Yorku přidal jednoduchou šestinotovou basovou linku, která podle Lurieho slov píseň „mocně, znamenitě drží pohromadě“. Píseň „Uncle Jerry“ byla věnována Lurieho strýci Jerrymu; přestože vyšla až po jeho smrti, vznikla v době, kdy byl zdravý. Název písně „One Big Yes“ byl inspirován reklamou, kterou Lurieho fanoušek nechal otisknout v týdeníku The Village Voice.
Většina písní na albu je instrumentální, bez zpěvu, jedinou výjimkou je píseň „Tarantella“, která v refrénech obsahuje tongue-in-cheek zpěv.

## Seznam skladeb
| Pořadí         | Název                   | Autor                                       | Délka |
| -------------- | ----------------------- | ------------------------------------------- | ----- |
| 1.             | Bob the Bob             | John Lurie                                  | 2:07  |
| 2.             | Voice of Chunk          | John Lurie, Erik Sanko                      | 5:25  |
| 3.             | One Big Yes             | John Lurie                                  | 6:23  |
| 4.             | The Hanging             | John Lurie                                  | 4:43  |
| 5.             | Uncle Jerry             | John Lurie, Erik Sanko                      | 4:19  |
| 6.             | A Paper Bag and the Sun | John Lurie, Dougie Bowne, Marc Ribot        | 7:42  |
| 7.             | Tarantella              | hudba: Evan Lurie; text: The Lounge Lizards | 4:06  |
| 8.             | Bob the Bob Home        | John Lurie                                  | 3:29  |
| 9.             | Sharks                  | John Lurie                                  | 3:08  |
| 10.            | Travel                  | Evan Lurie                                  | 5:31  |
| Celková délka: | Celková délka:          | Celková délka:                              | 46:53 |

## Obsazení
- John Lurie – altsaxofon, sopránsaxofon
- Evan Lurie – klavír
- Marc Ribot – kytara, trubka
- Curtis Fowlkes – pozoun
- Roy Nathanson – altsaxofon, tenorsaxofon
- E. J. Rodriguez – perkuse
- Erik Sanko – baskytara
- Dougie Bowne – bicí